# ۱۹۰ (عدد)
۱۹۰(صد و نود) یک عدد طبیعی است که بعد از ۱۸۹ و قبل از ۱۹۱ قرار دارد.